# 강수원
강수원(1934년 7월 15일 ~ 2021년 4월 22일)은 대한민국의 정치인이다. 제38대 부안군수를 역임했다.

## 학력
- 행안국민학교 (졸업)
- 부안중학교 (졸업)
- 부안농림고등학교 (졸업)
- 서울대학교 법과대학 (법학과 / 학사)

## 역대 선거 결과
|  | 54.07% |

|  | 11.89% |